# Igor Bišćan
Igor Bišćan, född den 4 maj 1978 i Zagreb, Jugoslavien (nuvarande Kroatien), är en kroatisk före detta fotbollsspelare. Bišćan gjorde ett mål på 17 landskamper för det Kroatiska landslaget innan han blev utestängd från landslaget av förbundskaptenen Otto Baric för att han inte dök upp på en landslagssamling.

## Spelarkarriär
Bišćan inledde sin fotbollskarriär i Dinamo Zagreb där han var lagkapten då laget spelade i UEFA Champions League och i UEFA-cupen. I december 2000 skrev Liverpools dåvarande manager Gerard Houllier kontrakt med Bišćan efter att ha betalat Zagreb-klubben 5,5 miljoner pund. Innan Liverpool gjorde klart med Kroaten hade klubbar som Barcelona, Juventus och AC Milan varit intresserade av att köpa Biscan. Bara två dagar efter att han skrivit på för klubben debuterade Biscan i ligamötet med Ipswich den 10 december 2000. Innan han kom till Liverpool hade Biscan spelat som central mittfältare men Houllier valde att använda Biscan både som yttermittfältare, ytterback och mittback (som han spelade som i 39 ligamatcher säsongen 2003/2004.)
När Rafael Benitez tog över som tränare för Liverpool sommaren 2004 fick Biscan svårt att slå sig in i startelvan. Flera skador på andra spelare gjorde dock att Biscan fick chansen på det centrala mittfältet och han kom att spela en viktig roll i det lag som tog sig förbi bland andra Juventus och Chelsea FC på väg till finalen i Champions League 2005. Han satt sedan på bänken hela finalen mot AC Milan.
Bišćan gjorde totalt 118 framträdanden för Liverpool (varav 72 i ligan) och gjorde tre mål. Det första kom i semifinalen av Ligacupen mot Crystal Palace FC den 24 januari 2001. 
Efter att hans kontrakt med Liverpool gått ut i juli 2005 skrev Bišćan på för grekiska Panathinaikos FC. Han stannade i den grekiska klubben i två år innan han flyttade hem till Dinamo Zagreb och skrev ett kontrakt över tre och ett halvt år den 3 december 2007. Efter att Luka Modric lämnat klubben för Tottenham Hotspur sommaren 2008 blev Biscan utsedd till ny lagkapten.

## Meriter
- Kroatisk ligamästare: 1999, 2000, 2008
- Kroatiska supercupen: 1998
- Engelska ligacupen: 2001, 2003; Tvåa 2005
- Charity Shield: 2001
- Europeiska supercupen: 2001
- UEFA Champions League: 2005
- Kroatiska cupen: 2008; Tvåa 2000
- Grekiska cupen: Tvåa 2007